# Sinhac (Alta Garona)
Sinhac (francès Signac) és un municipi del departament francès de l'Alta Garona, a la regió d'Occitània.